# Gmina Grad
Grad – gmina w Słowenii. W 2002 roku liczyła 2302 mieszkańców.

## Miejscowości
Miejscowości wchodzące w skład gminy Grad:
- Dolnji Slaveči
- Grad – siedziba gminy
- Kovačevci
- Kruplivnik
- Motovilci
- Radovci
- Vidonci